# Barra de las Cevenas
Barra de las Cevenas (en francès Barre-des-Cévennes) és un municipi del departament francès del Losera a la regió d'Occitània.